# Радолијево
Радолијево или Радулево (грч. Ροδολίβος, Родоливос) је насељено место и седиште општине Амфипољ у периферији Средишња Македонија, Грчка. Према попису из 2021. године било је 1.557 становника.
Према бугарском географу и историчару, Василу Канчову, у Радолијеву је 1900. године живело 2.500 Грка и 300 Турака. Некада је Радолијево било словенско насеље које је хеленизовано. Године 1923. године турско становништво је принудно исељено у Турску а на њихово место су насељене грчке избегличке породице, укупно 722 особа. На попису из 1928. године Радолијево је имало 4.391 становника.